# Georg Schneider (Bibliothekar)
Georg Schneider (* 12. Oktober 1876 in Görlitz; † 14. Januar 1960 in Göttingen) war ein deutscher Bibliothekar.

## Leben
Schneider studierte Geschichte und neuere Philologien in Breslau und wurde dort 1899 promoviert. Im Jahr 1900 ging er als Volontär an die Staats- und Universitätsbibliothek Breslau, 1901 an die Universitätsbibliothek Göttingen und 1902 kehrte er als Assistent an die Bibliothek nach Breslau zurück. 1904 ging Schneider als Hilfsbibliothekar an die Preußische Staatsbibliothek Berlin, ein Jahr später wechselte er an die Universitätsbibliothek Berlin, wo er bis 1919 zum Oberbibliothekar aufstieg. 
Schneiders besonderes Interesse galt der Bibliographie; zu diesem Thema verfasste er auch ein Handbuch und eine Einführung, die zahlreiche Auflagen erfuhren und in mehrere Sprachen übersetzt wurden. Die Werke wurden unter seinem Namen bis in die 2000er Jahre in neuen Bearbeitungen fortgeführt. In Göttingen und in Berlin hielt Schneider auch Vorlesungen auf dem Gebiet der Bibliothekslehre.

## Schriften
- Die finanziellen Beziehungen der florentinischen Bankiers zur Kirche von 1285 bis 1304. Duncker & Humblot, Leipzig 1899 (Staats- und sozialwissenschaftliche Forschungen; 17,1 = 73) (Teilw. zugl.: Breslau, Univ., Diss., 1899) (Digitalisat).
- Führer durch die Bibliothek. Reimer, Berlin 1913 (Schriften zur Einführung in die Benutzung der Berliner Universitätsbibliothek; 1).
- Führer durch den Lesesaal. A. Allgemeine Nachschlagewerke, Philosophie, Pädagogik. Reimer, Berlin 1913 (Schriften zur Einführung in die Benutzung der Berliner Universitätsbibliothek; 2).
- Handbuch der Bibliographie. Hiersemann, Leipzig 1923.
- Theory and history of bibliography. Columbia University Press, New York 1934 (Columbia University Studies in library service; 1).
- Einführung in die Bibliographie. Hiersemann, Leipzig 1936.
- Die Schlüsselliteratur. Hiersemann, Stuttgart 1951–1953
  - Bd. 1: Das literarische Gesamtbild. Hiersemann, Stuttgart 1951.
  - Bd. 2: Entschlüsselung deutscher Romane und Dramen. Hiersemann, Stuttgart 1952.
  - Bd. 3: Entschlüsselung ausländischer Romane und Dramen. Hiersemann, Stuttgart 1953.